# Gustaf Hagman
Gustaf Hagman, född 1974, är en svensk företagsledare och entreprenör med över 20 års erfarenhet från spelindustrin och andra internetrelaterade bolag.
Hagman är VD för det börsnoterade LeoVegas AB, som han och Robin Ramm-Ericson grundade 2011. Koncernen har cirka 1 000 anställda runt om i Europa och omsatte år 2018 cirka 330 miljoner euro.
Han är också medgrundare till och tidigare VD för Eurobet Nordic AB, samt tidigare VD och grundare för bolaget Net Gaming AB.”